# 자크 아르카델트

자크 아르카델트 (Jacques Arcadelt,  1507경 – 1568년 10월 14일)는 르네상스 시대의 프랑코-플랑드르 작곡가로 이탈리아와 프랑스에서 활동했으며 주로 세속 성악 작곡가로 알려져 있다. 그는 신성한 성악도 작곡했지만 마드리갈의 초기 작곡가 중 가장 유명한 사람 중 한 명이다. 형태의 가장 초기 예가 등장한 지 10년 이내에 출판된 그의 첫 번째 마드리갈 책은 전체 시대에 가장 널리 인쇄된 마드리갈 모음집이었다. 그는 샹송 작곡에 똑같이 다작이었고 능숙했으며 특히 경력 말기 파리에 살았다.
마드리갈이 이탈리아 밖에서 알려지게 된 것은 다른 어떤 작곡가보다도 아르카델트의 출판물을 통해서였다. 후기 작곡가들은 아르카델트의 스타일을 이상형으로 간주했다. 그의 첫 번째 마드리갈 책의 이후 증쇄본은 종종 교육용으로 사용되었으며, 증쇄본은 원래 출판된 지 한 세기가 넘었다.

## 생애
그의 초기 생애에 대해서는 알려진 바가 거의 없지만, 그의 이름 철자의 변형에서 플랑드르 출신과 프랑스 교육이 뒤따랐으며, 그는 원래 현재 벨기에의 리에주 또는 나무르 부근 출신일 수 있다. 그는 젊었을 때 이탈리아로 이주했고 1520년대 후반까지 피렌체에 머물면서 최초의 마드리갈이라는 이름을 쓴 필립 베르델 로를 만나거나 작업할 기회를 얻었다. 1538년 또는 그 직전에 그는 로마로 이주하여 성 베드로 대성당의 교황 성가대에 임명되었다. 네덜란드 출신의 많은 작곡가들이 이 기간 동안 그곳에서 가수로 활동했으며, 그가 피렌체에 오기 전에 로마에 갔을 가능성도 있다.
아르카델트는 1547년 프랑스를 방문하기 위해 한 번 휴가를 떠난 것을 제외하고는 1551년까지 시스티나 예배당에서 가수이자 작곡가로 로마에 머물렀다. 이 기간 동안, 아마도 1542년 초에 그는 미켈란젤로와 알게 되었지만, 화가의 소네트 두 곡에 대한 그의 마드리갈식 설정은 무관심으로 받아들여졌다. 실제로 미켈란젤로의 이 주제에 대한 편지에서 그는 자신이 음악적이지 않고 아르카델트의 작품을 감상할 능력이 없다고 여겼을 것이다. 미켈란젤로는 아르카델트에게 겹옷으로 만들기에 적합한 새틴 조각을 지불했다.
아르카델트는 1551년 이탈리아를 떠나 프랑스로 돌아가 여생을 보내기 전에 200편이 넘는 마드리갈을 썼다. 그의 수많은 샹송은 이 해와 그 이후의 연도에서 유래한다. 1557년에 그는 그의 새 고용주인 로렌의 추기경 샤를 드 기즈에게 헌정된 대중 책을 출판했다. 이 출판물에서 그는 왕실 예배당의 일원으로 언급되었으므로 그의 경력의 이 말기에 헨리 2세 (1559년 사망)와 샤를 9세 모두를 섬겼음에 틀림없다.

## 음악
길고 생산적인 경력 동안 아르카델트는 신성하고 세속적인 음악을 모두 성악으로 작곡했다. 그는 총 24 개의 모테트, 125개의 프랑스 샹송, 약 250개의 마드리갈(그 중 약 50개는 확실하지 않은 귀속임), 3개의 미사, 그리고 예레미야의 애가 와 마니피캇의 배경을 남겼다. 아르카델트의 마드리갈이 250개나 더 있을 수 있으며 이는 필사본 출처에 익명으로 남아 있다. 그의 음악에 대한 영향은 북부 고향의 샹송과 다성 음악에서부터 frottola 와 같은 이탈리아 고유의 세속 음악, 그가 시스티나 예배당 합창단에서 봉사하는 동안 들었던 음악에 이르기까지 다양하다. 모든 초기 마드리갈리스트 중에서 그는 그의 호소력이 가장 보편적이었다. 다른 사람들에 대한 그의 영향력은 엄청났다. 아르카델트는 마드리갈 형식을 초기 성숙기로 가져 왔다.
적어도 20년에 걸쳐 작곡된 아르카델트의 수백 개의 마드리갈은 보통 4성부를 위한 것이지만, 그는 3명을 위한 몇 곡과 5성 및 6성부를 위한 소수의 곡을 썼다. 문체적으로 그의 마드리갈은 멜로디가 좋고 구조가 단순하며, 노래할 수 있으며, 일반적으로 완전한 온음계의 명확한 하모닉 기반으로 제작되었다. 음악은 종종 음절로 되어 있으며 때로는 반복되는 문구를 사용하지만 거의 항상 전체 작곡이다(종종 격렬한 현대 샹송과 대조적으로). 아르카델트는 "미묘하고 불안정한 평형 상태에서" 호모포닉과 폴리포닉 텍스처를 번갈아 사용한다. 그의 마드리갈은 명확한 윤곽, 네 부분으로 구성된 쓰기, 세련미 및 균형을 통해 형식 개발의 "고전적" 단계를 가장 잘 나타낸다. 아르카델트에서는 회화, 색채주의, 장식, 기교, 마드리갈리스트들의 표현주의적, 매너리즘적 글쓰기라는 단어를 어디에서도 찾아볼 수 없다.
그의 음악은 100년 이상 동안 이탈리아 와 프랑스에서 엄청난 인기를 끌게 되었으며, 그의 첫 번째 마드리갈 책은 1654년까지 58번 재인쇄되었으며 그의 음악은 류트, 기타, 비올 과 같은 악기를 위한 무수히 많은 인베이브레이션 에 등장했다. 그의 인기에 대한 추가 힌트는 익명의 작곡이 그에게 귀속 된 빈도와 당시 음악가의 여러 그림에서 그의 음악이 등장한 것이다. 그의 인기는 이탈리아 정신을 포착하고 이를 프랑스-플랑드르 화음 및 다성 음악 스타일의 기술적 완성도와 결합시킨 재능 때문일 것이다. 또한 그는 쉽게 부를 수 있는 중독성 있는 곡을 작곡했다. 후기 세대의 마드리갈 작곡가들과 달리 아르카델트는 전문 가수가 자신의 작품을 소비하는 유일한 소비자가 될 것이라고 기대하지 않았다. 음표를 읽을 수 있는 사람은 누구든지 그의 마드리갈을 부를 수 있다.

아르카델트는 프랑스와 이탈리아에 살면서 두 나라에서 세속 음악을 쓰기 때문에 그의 샹송과 마드리갈은 예기치 않게 몇 가지 특징을 공유하지 않다. 샹송은 본질적으로 더 안정적인 형태였으며, 종종 단조롭고 패턴화된 반복이 있었다. 반면에 마드리갈은 일반적으로 쓰루 작곡되었다. 아르카델트는 마드리갈을 작곡할 때 샹송의 일부 특징을 빌렸고, 같은 방식으로 마드리갈 특징으로 샹송의 일부를 썼다. 그의 샹송의 대부분은 음절과 단순하며, 짧은 다성 작법, 때때로 정경, 그리고 마드리갈 스타일의 음표 를 모방한 섹션이 있다. 그의 샹송 중 일부는 실제로 그의 마드리갈(이탈리아어 대신 프랑스어로 된 새로운 단어로 인쇄된 동일한 음악)의 contrafacta였다. 음악 역사상 드물게 마드리갈과 샹송이 더 비슷했다.
아르카델트는 마드리갈과 샹송 외에도 3개의 미사곡, 24 개의 모테트, 마니피캇, 예레미야의 애가, 일부 신성한 샹송을 제작했다. 대중은 이전 세대의 프랑코-플랑드르 작곡가의 영향을 받았다. 네덜란드인이 선호하는 빽빽한 다성음악 을 피한 모테트는 그의 세속 음악과 유사한 방식으로 질감이 더 선언적이며 명확하다. 신성한 샹송을 제외한 그의 종교 음악의 대부분은 아마도 로마의 교황 예배당에서 몇 년 동안 작곡했을 것이다. 시스티나 예배당 기록 보관소의 문서에 따르면 합창단은 그곳에 거주하는 동안 그의 음악을 불렀다.

## 메모
1. 1 2 3 4 5 6 7 8 9  James Haar/Letitia Glozer, New Grove online
2. ↑  Harvard Dictionary of Music, p. 463
3. ↑  Einstein, Vol. I p. 264
4. ↑  Perkins, Leeman L. Music in the Age of the Renaissance. New York: W. W. Norton & Company, Inc., 1999. p. 671.
5. ↑  Einstein, Vol. I pp. 161–162
6. ↑  Perkins 1999, p. 671.
7. ↑  Reese 1959, p. 322.
8. ↑  Einstein, p. 264
9. ↑  Brown 1999, p. 201.
10. ↑  Blume, Friedrich. Renaissance and Baroque Music. New York: W. W. Norton & Company, Inc., 1967. p. 67.
11. ↑  Einstein, Vol. I p. 269
12. ↑  Abraham 1968, pp. 69–70.
13. ↑  Einstein, Vol. I pp. 264–265

## 참고 문헌 및 추가 읽을거리
- Abraham, Gerald. The Age of Humanism. London: Oxford University Press, 1968.
- Atlas, Allan W. Renaissance Music. New York: W. W. Norton & Company, Inc., 1998.
- Blume, Friedrich. Renaissance and Baroque Music. New York: W. W. Norton & Company, Inc., 1967.
- Brown, Howard Mayer. Music in the Renaissance. Prentice Hall History of Music Series. Englewood Cliffs, New Jersey; Prentice-Hall, Inc., 1976. ISBN 0-13-608497-4ISBN 0-13-608497-4
- Brown, Howard Mayer, and Stein, Louise K. Music in the Renaissance, second edition. Upper Saddle River: Prentice Hall, 1999.
- Einstein, Alfred. The Italian Madrigal. Three volumes. Princeton, New Jersey, Princeton University Press, 1949. ISBN 0-691-09112-9ISBN 0-691-09112-9
- Haar, James; Glozer, Letitia. "Arcadelt [Archadelt, Arcadet], Jacques", Grove Music Online (구독 필요)
- Perkins, Leeman L. Music in the Age of the Renaissance. New York: W. W. Norton & Company, Inc., 1999.
- François Rabelais, Gargantua and Pantagruel (tr. J.M. Cohen). Baltimore, Penguin Books, 1963.
- Randel, Don, ed. The New Harvard Dictionary of Music. Cambridge, Massachusetts, Harvard University Press, 1986. ISBN 0-674-61525-5ISBN 0-674-61525-5
- Gustave Reese, Music in the Renaissance. New York, W.W. Norton & Co., 1954/1959. ISBN 0-393-09530-4ISBN 0-393-09530-4
- Slonimsky, Nicolas. The Concise Edition of Baker's Biographical Dictionary of Musicians, 8th ed. New York, Schirmer Books, 1993. ISBN 0-02-872416-X